# Roodbaarzen
De familie Sebastidae of roodbaarzen zijn een familie van overwegend zeevissen met meestal meer dan tien stevige stekels. 

## Verspreiding en leefgebied
Zij komen veel voor in de Atlantische Oceaan en de Indische Oceaan en westelijke Grote Oceaan. De familie kent vijf geslachten en 211 soorten. Een bekend geslacht is Sebastes, met onder andere de gewone roodbaars, een zeer smakelijke zeevis die leeft in de noordelijke Atlantische Oceaan van Labrador over Groenland tot in de Barentszzee. De meeste soorten leven in het noorden van de Grote Oceaan en ze zijn bijna allemaal levendbarend.

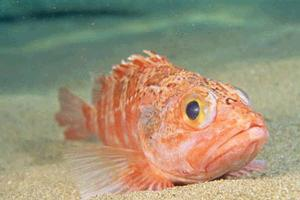
Blauwkeeltje (Helicolenus dactylopterus)
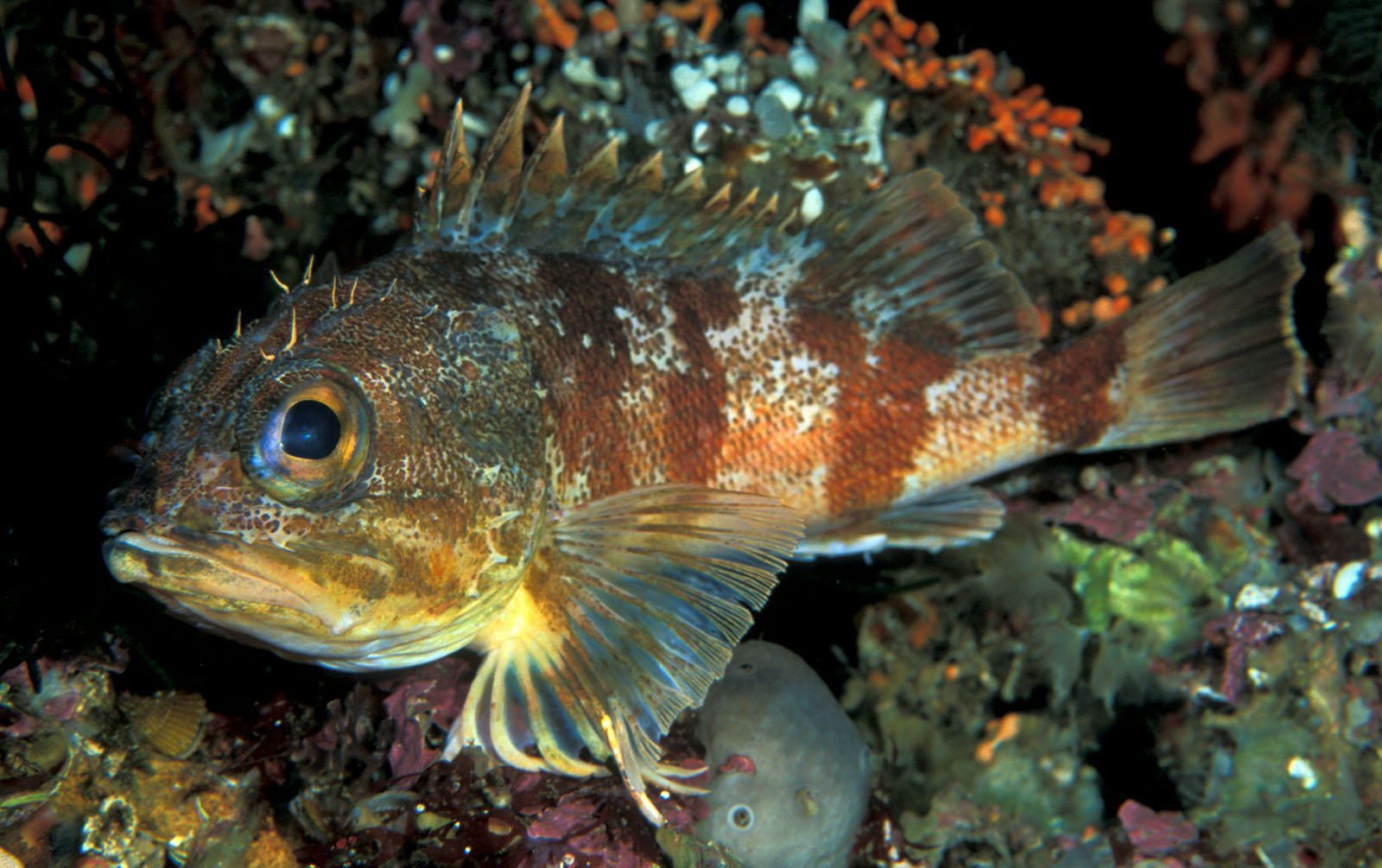
Helicolenus percoides
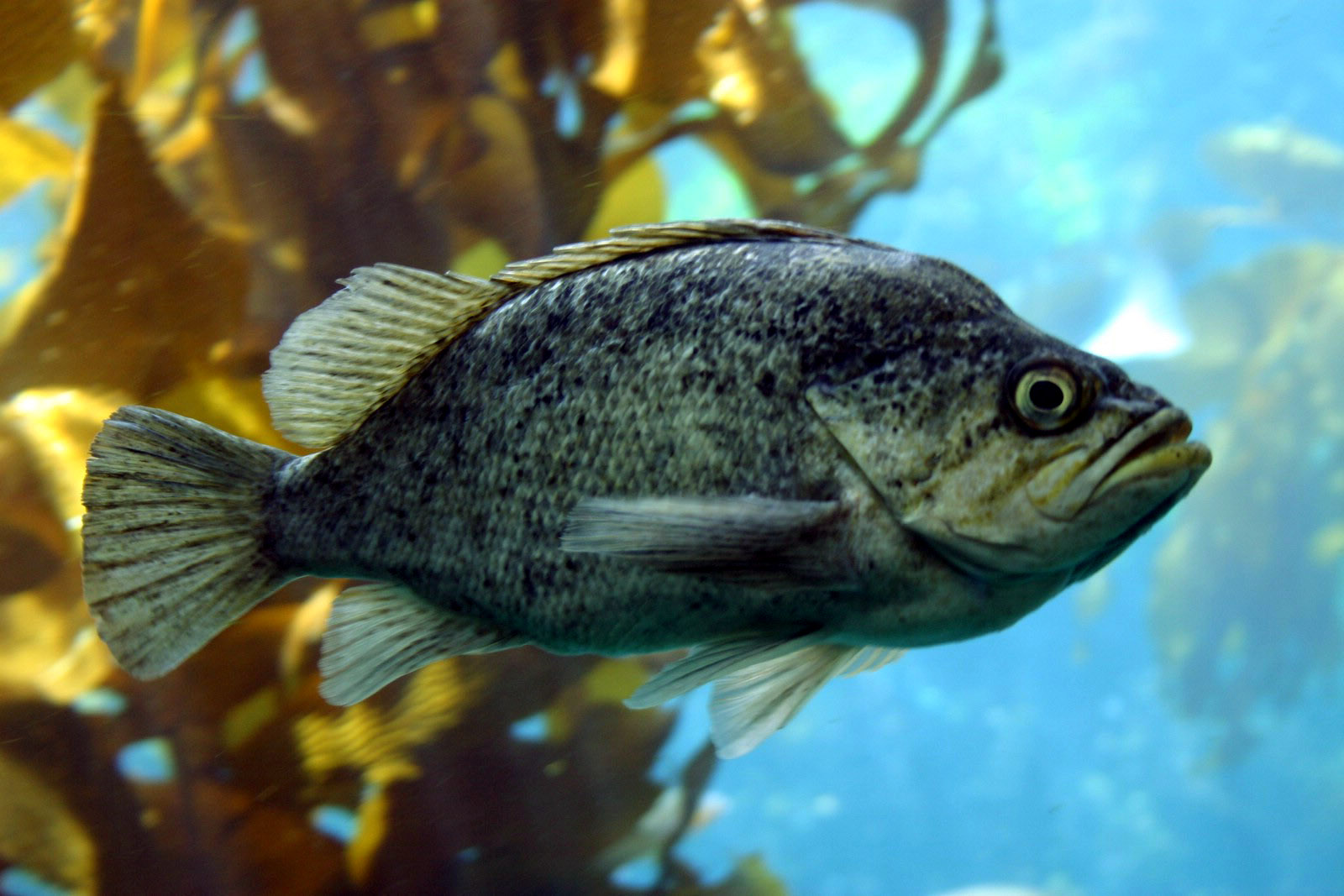
Sebastes atrovirens
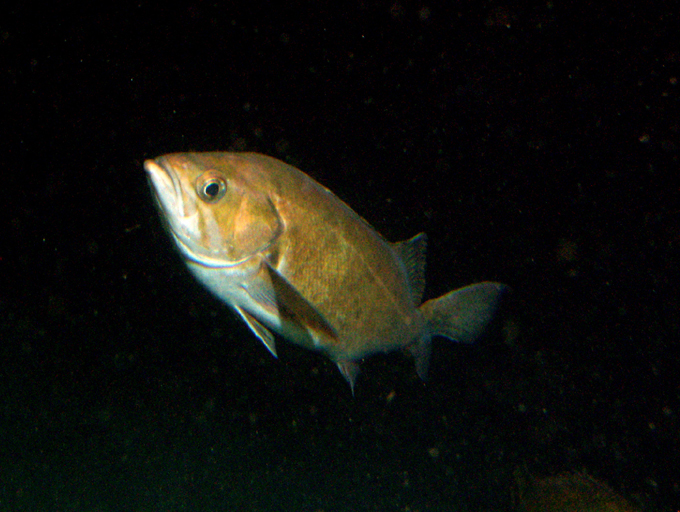
Sebastes entomelas
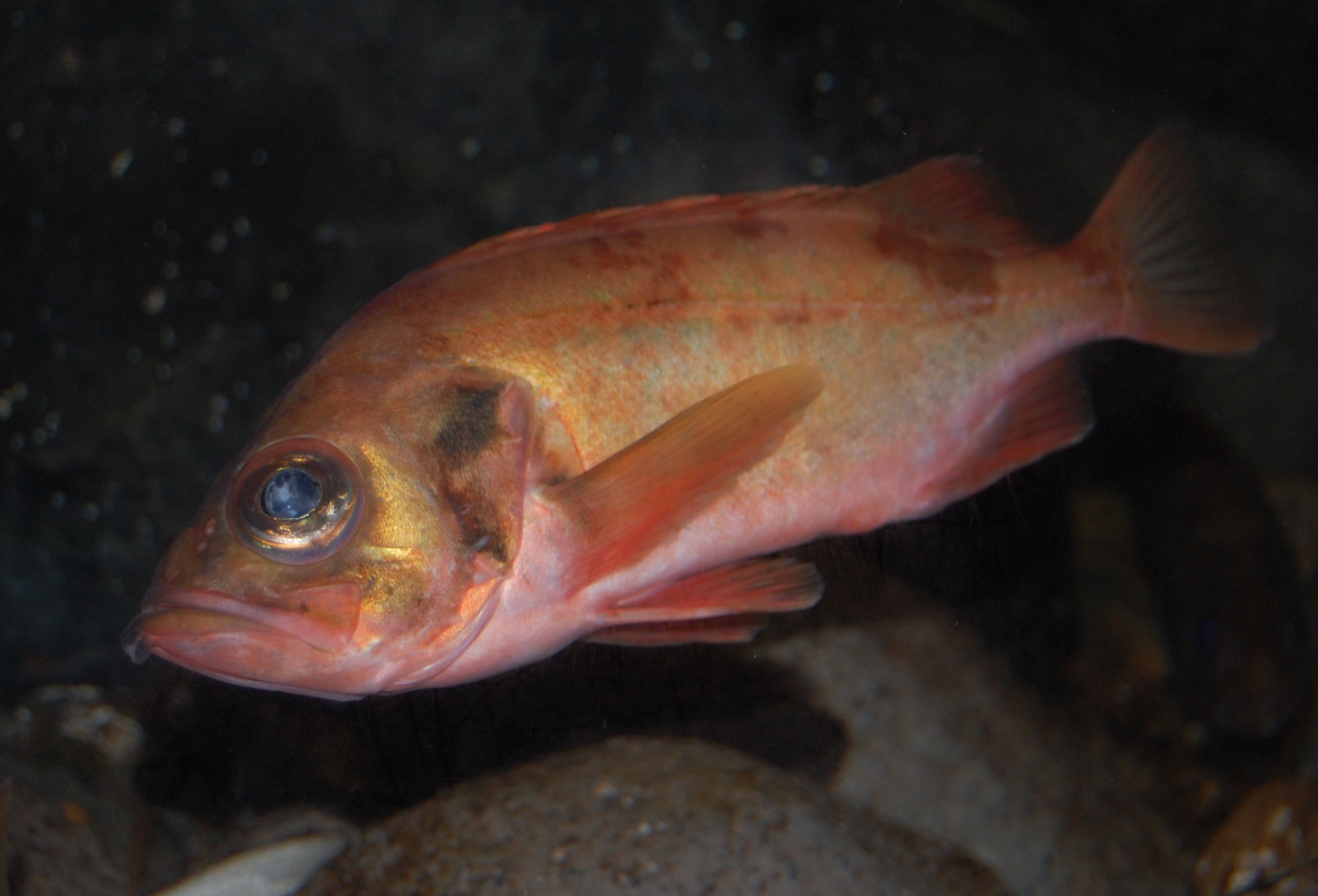
Sebastes fasciatus'
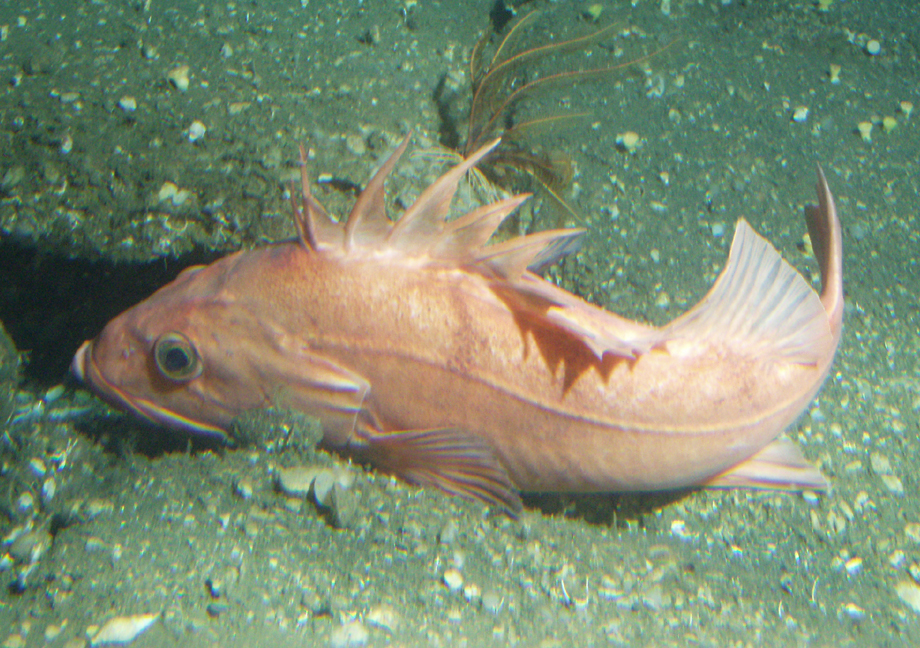
Sebastes levis
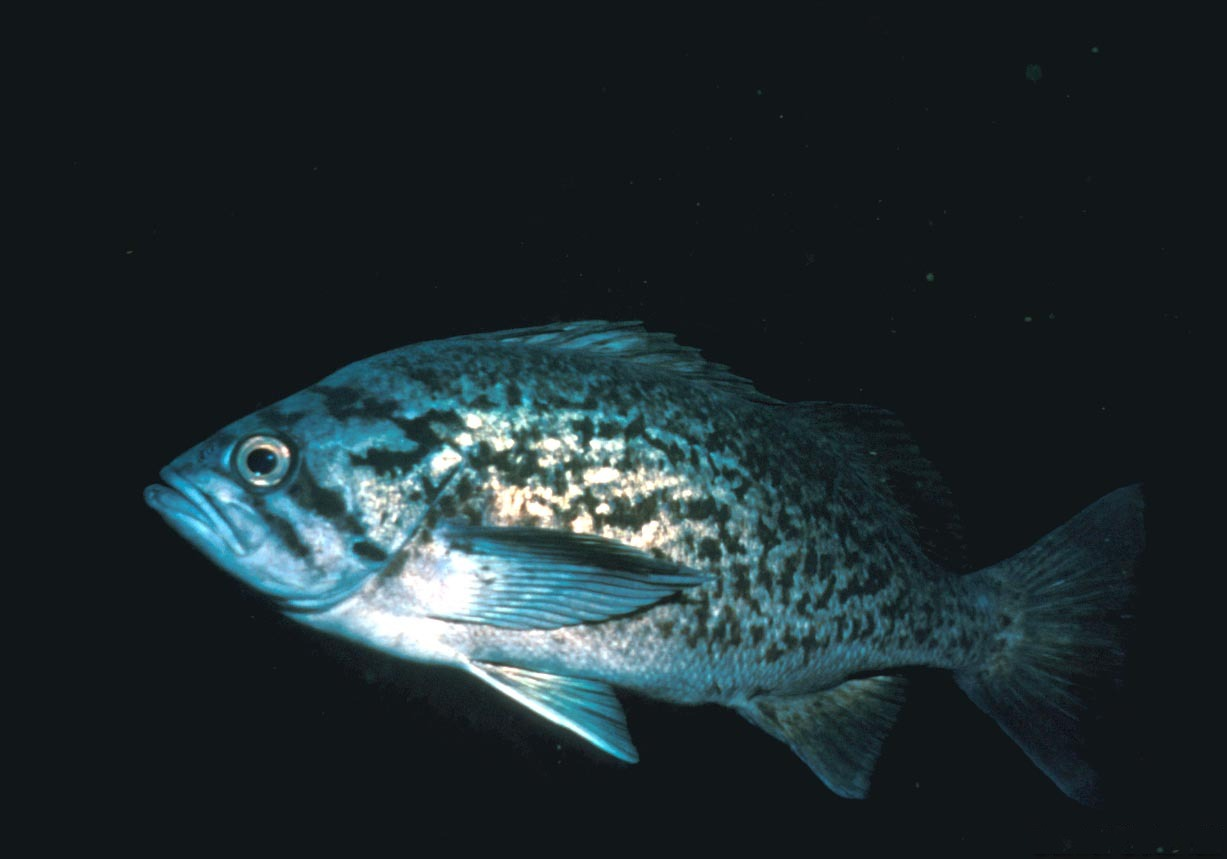
Sebastes mystinus
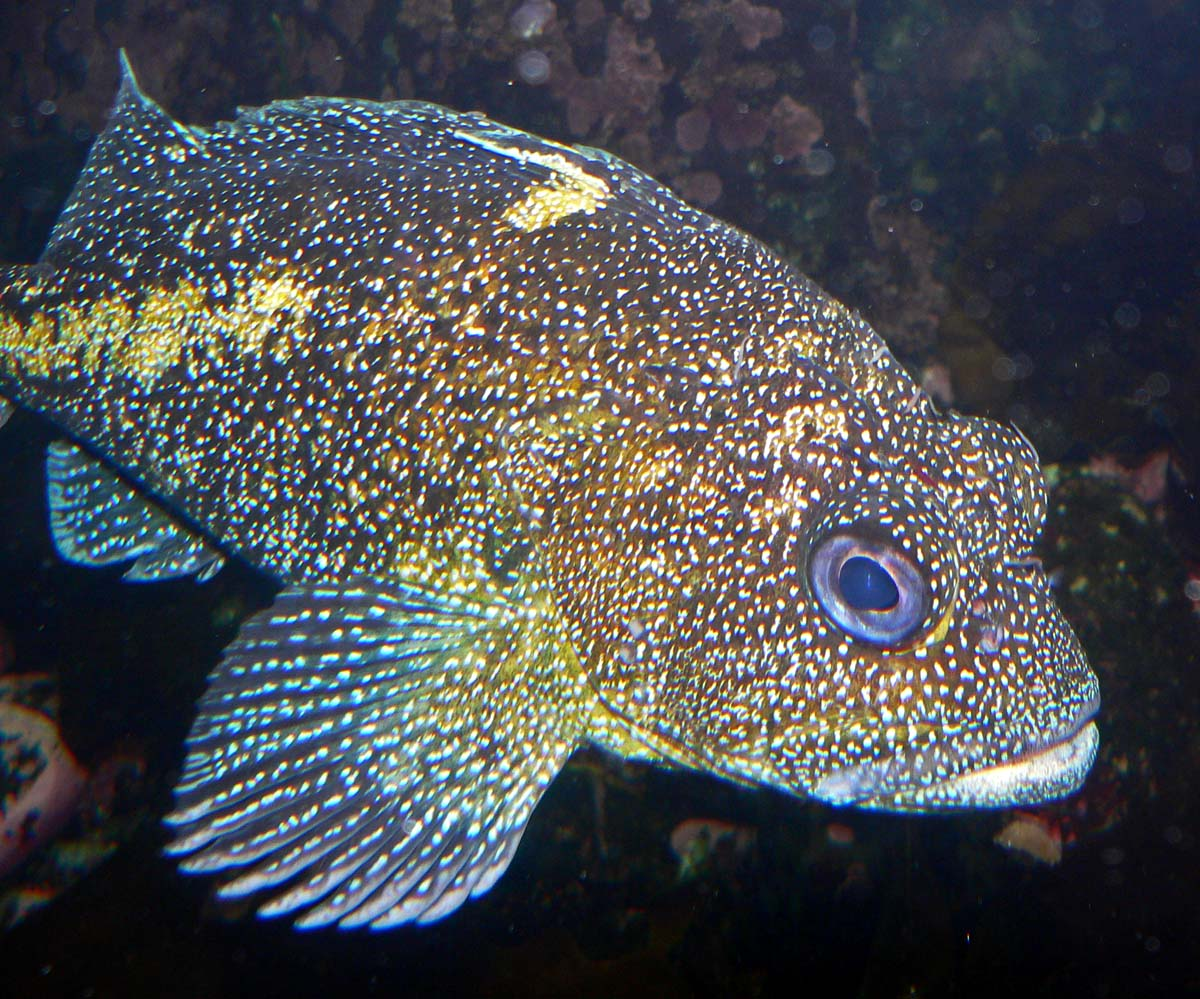
Sebastes nebulosus
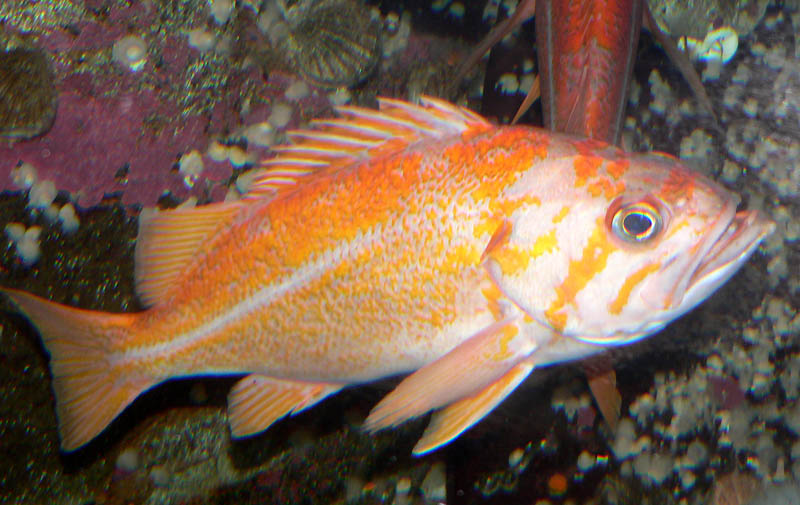
Sebastes pinniger
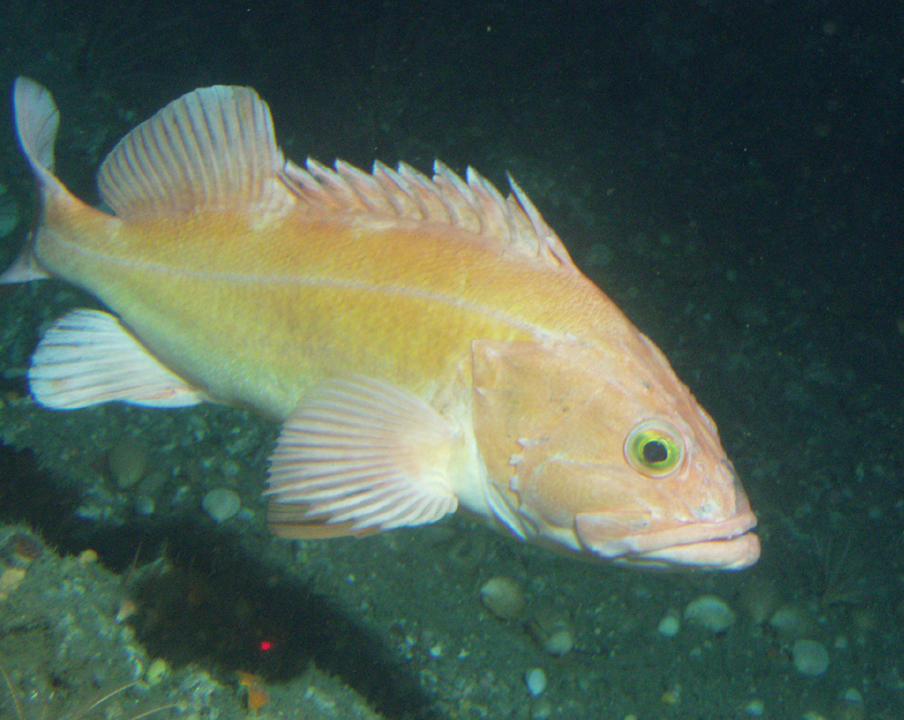
Sebastes ruberrimus
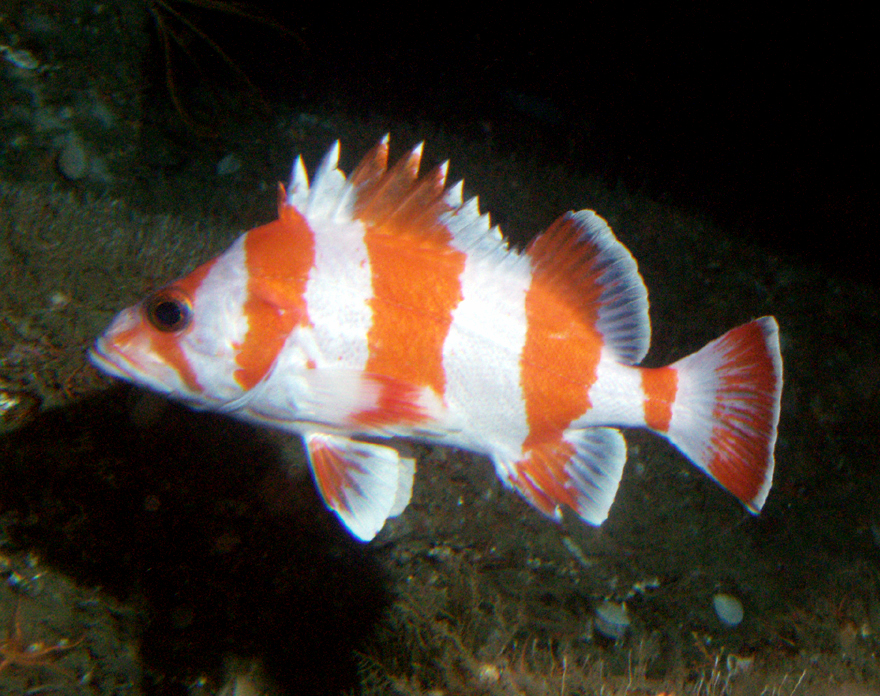
Sebastes rubrivinctus
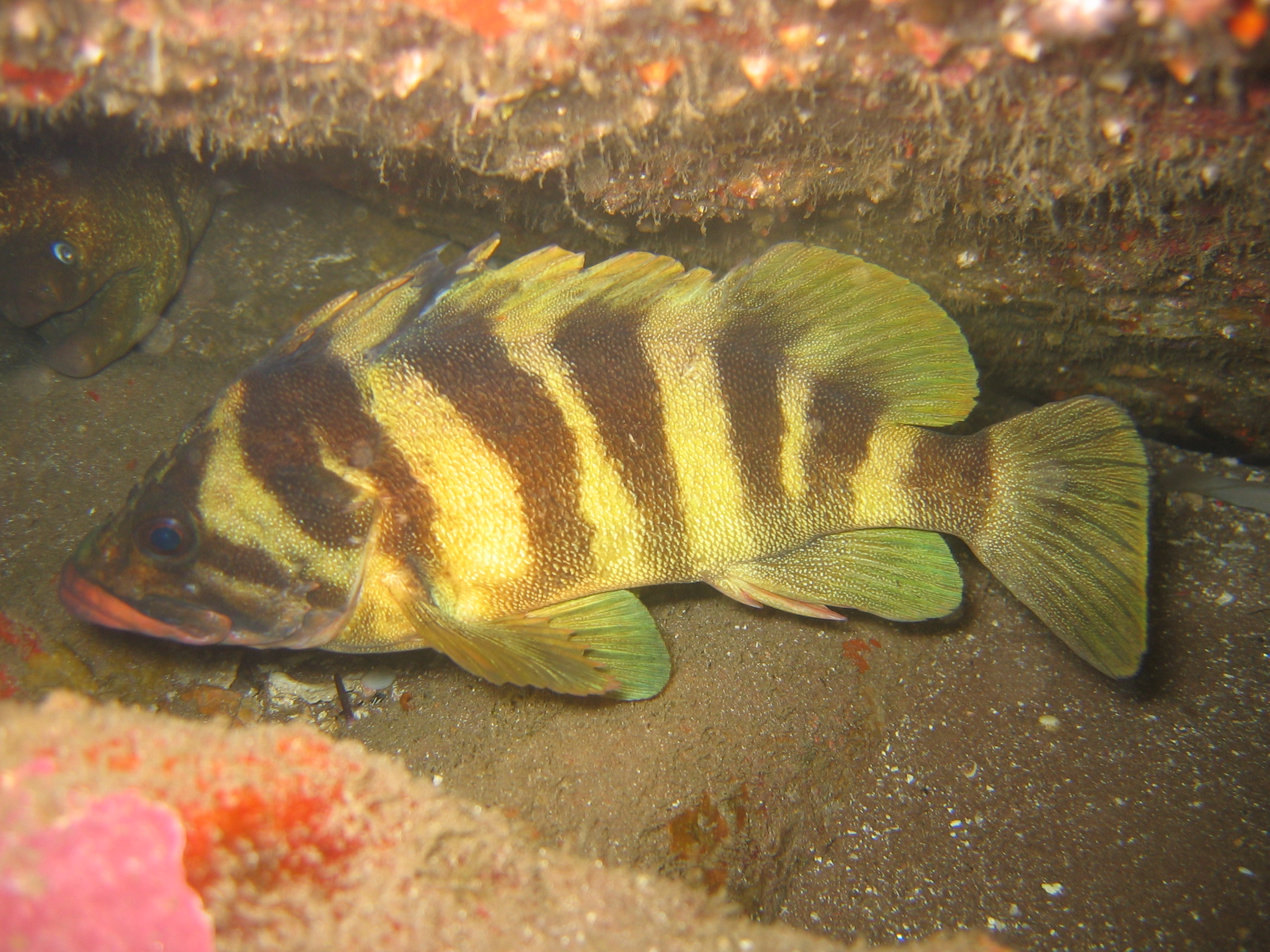
Sebastes serriceps
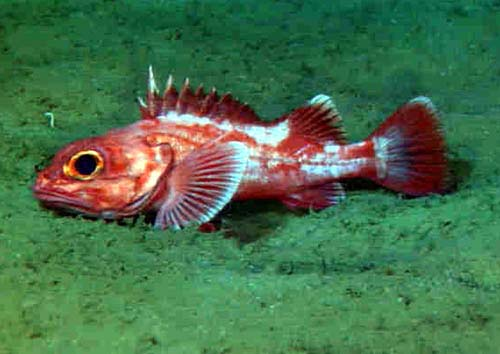
Sebastolobus altivelis

## Taxonomie
Er zijn de volgende geslachten
- Adelosebastes Eschmeyer, T. Abe & Nakano, 1979
- Helicolenus Goode & T. H. Bean, 1896
- Hozukius Matsubara, 1934
- Sebastes G. Cuvier, 1829
- Trachyscorpia Ginsburg, 1953

## Bron
1. ↑  Sebastidae op FishBase (download aug. 2010)